# Fin de siglo (programa de televisión)
Fin de siglo fue un programa de televisión, emitido por La 2 de TVE entre 1985 y 1987, con realización de Juan Villaescusa y presentación del periodista Pablo Lizcano. Contaba con un equipo de guionistas que incluía a los periodistas Pilar Cernuda, Inmaculada Gómez Mardones, Yolanda Martos y Waldo Bartolomé. Desde el 7 de octubre de 1987 hasta su cancelación final, el programa se emitió por La 1 de TVE.

## Formato
Continuación natural de Autorretrato, igualmente presentado por Pablo Lizcano, se trataba de un programa de entrevistas (cuatro o cinco por emisión) que se alternaban con actuaciones musicales. El espacio estuvo notoriamente condicionado por el tono intimista que el presentador imprimía a sus entrevistas. En palabras del entonces director de TVE, se trataba de un programa muy similar al Estudio abierto de José María Íñigo, aunque con un tono más moderno.

## Presupuesto
El programa contaba con un presupuesto de dos millones de pesetas por emisión.

## Invitados
Entre los personajes entrevistados se incluyen: 
- Cantantes: Alfredo Kraus, Ana Belén, Santiago Auserón, Lola Flores, El Fary, Joaquín Sabina, Pepa Flores...
- Actores: Fernando Fernán Gómez, Juan Diego, Victoria Abril, Verónica Forqué, Mercedes Sampietro, Marisa Paredes, María Asquerino, Charo López, Lina Morgan, Victoria Vera, Imanol Arias...
- Políticos: Fernando Morán, Ramón Tamames, Soledad Becerril, Txiki Benegas, José Barrionuevo, Jordi Solé Tura, Manuel Fraga, Marcelino Oreja...
- Escritores: Camilo José Cela, José Luis Sampedro, Fernando Savater, Terenci Moix, Antonio Gala, Manuel Vázquez Montalbán...
- Deportistas: Emilio Butragueño, Ángel Nieto, Fernando Martín...
- Otros: Jesús Gil y Gil, Isabel Preysler, Jaime Peñafiel...